# Geo (microformat)
Pour les articles homonymes, voir GEO.
Geo est un microformat utilisé pour exprimer les coordonnées géographiques (latitude, longitude) du système géodésique WGS84 dans le format XHTML. Il est notamment utilisé pour les coordonnées géographiques des microformats hCalendar et hCard.
Geo permet l'association d'informations géographiques à des données. Différents sites web ou l'extension Firefox Operator peuvent alors extraire ces informations, puis les afficher en utilisant par exemple un outil ou site de cartographie, les envoyer vers un appareil tiers tel qu'un récepteur GPS (indépendant ou dans un périphérique mobile), de les indexer, de les agréger ou de les convertir en un autre format.

## Spécifications
- Si la latitude est présente, la longitude doit également l'être et réciproquement.
- Le nombre de décimales de la latitude et de la longitude doit être égal, en complétant par des zéros si nécessaire.

La représentation est du type HTML et comprend deux formes, une forme à trois marqueurs et une forme à un seul marqueur.

### Forme trois marqueurs
Le conteneur div de classe geo permet de préciser qu'il s'agit de ce format. Il contient le nom du lieu non balisé suivi par deux balises « span », de classes « latitude » et « longitude ».
Ces coordonnées géographiques pourront alors être associées au nom donné par les outils d'analyse.

#### Exemple
```
 
<
div
 
class
=
"geo"
>
Belvide: 
<
span
 
class
=
"latitude"
>
52.686
</
span
>
; 
<
span
 
class
=
"longitude"
>
-2.193
</
span
></
div
>

```

### Forme à marqueur unique

#### Exemple
```
Belvide est situé à 
<
span
 
class
=
"geo"
>
52.686; -2.193
</
span
>
.

```

## Extensions
Il y a trois propositions actives, compatibles entre elles pour étendre le microformat geo :
- geo-extension - Permettant de représenter les coordonnées sur les autres astres (planètes, lunes, etc.) et suivant un schéma non-WGS84.
- geo-elevation - Permettant de représenter également l'altitude.
- geo-waypoint - Permettant de représenter les routes et frontières en utilisant des nœuds de route.

## Quelques utilisateurs connus

### Cartographie
- OpenStreetMap - Pages de wiki décrivant des places, Traces GPS et entrées des journaux de bord.
- Google Maps[1]
- Multimap - Toute page contenant des cartes.

### Photographies
- Flickr et Geograph British Isles pour la position des photographies

### Autres
- The West Midland Bird Club (club d'ornithologie)[2]
- Locify - location enhanced browsing on mobile phone
- Wikipédia - embarqué dans les modèles géographiques des pages contenant des liens « Carte » des éditions allemande, néerlandaise, suédoise, italienne.
- Wikivoyage